# Yelena Baránova
Yelena Víktorovna Baránova, en ruso: Елена Викторовна Баранова (nacida el 28 de enero de 1972 en Frunze, Antigua URSS, actualmente Kirguistán) es una exjugadora de baloncesto rusa.  Consiguió 10 medallas en competiciones internacionales, una con Unión Soviética y con la CEI y las restantes ocho con Rusia. 